# Leila Denmark
Leila Alice Denmark (Portal, 1º febbraio 1898 – Athens, 1º aprile 2012) è stata una pediatra e supercentenaria statunitense nota soprattutto per avere sviluppato, insieme ai colleghi, il primo vaccino anti-pertosse della storia.

## Biografia
Nata Leila Alice Daughtry, era la terza di dodici figli. A Forsyth, in Georgia, studiò per diventare insegnante; successivamente proseguì gli studi alla Mercer University di Macon. Daughtry era l'unica donna tra gli laureati del Medical College of Georgia ad Augusta nel corso dell'anno 1928. Nel luglio dello stesso anno si sposò con John Eustace Denmark.
Leila Denmark decise di specializzarsi in pediatria presso il Grady Memorial Hospital di Atlanta e si trasferì nel quartiere Virginia-Highland con il marito. Fu il primo medico a entrare a far parte dell'Henrietta Egleston Hospital, un ospedale pediatrico, quando questo venne inaugurato all'interno della Emory University. Iniziò anche a visitare i bambini in un suo studio privato.
Condusse numerose ricerche a partire dalla fine degli anni '20 e fino all'inizio degli anni '40, inerenti alla diagnosi, al trattamento e all'immunizzazione dalla pertosse, all'epoca molto diffusa tra i bambini, con esiti spesso fatali. Denmark è accreditata come co-sviluppatrice del vaccino anti-pertosse, con il supporto della casa farmaceutica Eli Lilly and Company e della Emory University. Questi studi le valsero il Premio Fisher, ricevuto nel 1935.
Decenni dopo, la Denmark espresse le sue opinioni sull'educazione dei figli nel libro Every Child Should Have a Chance ("Ogni bambino dovrebbe avere una possibilità"), pubblicato nel 1971. Sostenne diverse opinioni impopolari; ad esempio, fu tra i primi medici a opporsi al fatto che gli adulti fumassero sigarette vicino ai bambini e all'uso in discriminato di farmaci da parte delle donne incinte. Secondo la pediatra, inoltre, il latte vaccino sarebbe stato dannoso per i bambini. Raccomandò inoltre che sia i bambini che gli adulti mangiassero frutta fresca, evitando i succhi di frutta e bevendo soltanto acqua minerale. In una riunione dell'Assemblea generale della Georgia, il 9 marzo 2000, Leila Denmark ricevette un encomio pubblico.

### Ultimi anni
Nel 2001, in collaborazione con Madia Bowman, scrisse un secondo libro, intitolato "Dr. Denmark Said It!": Advice for Mothers from America's Most Experienced Pediatrician Sempre nel 2001, all'età di 103 anni, smise di lavorare; dal 1928 fino ad allora aveva pressoché ininterrottamente esercitato la professione di pediatra. Le motivazioni del suo pensionamento erano da ricercarsi in un peggioramento della vista che le aveva reso difficoltoso ispezionare la faringe e il cavo orale dei suoi pazienti.
Leila Denmark visse da sola nella sua casa di Cumming, in Georgia, fino all'età di 106 anni. Si trasferì poi ad Athens nella casa della sua unica figlia, Mary (Denmark) Hutcherson. Il 1° febbraio 2008 festeggiò il suo centodecimo compleanno, diventando supercentenaria. Secondo la figlia, la salute della Denmark peggiorò transitoriamente nell'autunno 2008, ma migliorò inaspettatamente nei primi mesi del 2009.
Morì il 1º aprile 2012 all'età di 114 anni e 60 giorni. È una delle poche persone supercentenarie divenute celebri anche per qualcosa di diverso dalla loro longevità (un altro caso è quello di Marita Camacho Quirós, ex first lady della Costa Rica, deceduta nel 2025 sempre a 114 anni). Una scuola superiore nella Contea di Forsyth, costruita tra il 2016 e il 2018, sorge vicino alla sua vecchia casa e porta il nome di Leila Denmark.